# Commandant Robert Giraud
Die Commandant Robert Giraud war ein Schiff der französischen Marine Nationale. Es wurde ursprünglich als Flugsicherungsschiff Immelmann der deutschen Luftwaffe im Zweiten Weltkrieg eingesetzt, das dritte von vier Schiffen der Klasse K V. Das Schiff war benannt nach Max Immelmann (1890–1916), dem Fliegerass des Ersten Weltkriegs. Schwesterschiffe waren Karl Meyer, Max Stinsky und Boelcke. Die Schiffe waren der Hans Rolshoven und der vorangegangenen Krischan-Klasse sehr ähnlich. Nach dem Zweiten Weltkrieg diente das Schiff von 1948 bis 1977 in der französischen Marine.

## Bau und Technische Daten
Die Immelmann wurde 1941 bei der Norderwerft Köser & Meyer in Hamburg mit der Baunummer 744 gebaut und am 18. Dezember 1941 mit der Kennung K 53 in Dienst gestellt. Das Schiff war 78 m lang und 10,8 m breit, hatte 3,7 m Tiefgang und verdrängte 1157 t (Standard) bzw. 1351 t (maximal). Die Maschinenanlage bestand aus vier 12-Zylinder-4-Takt MAN-Dieselmaschinen mit zusammen 8800 PSi und zwei Schrauben. Die Höchstgeschwindigkeit betrug 21,5 Knoten (leer) bzw. 18,5 Knoten (voll beladen). Das Schiff konnte bis zu 120 Tonnen Dieselöl bunkern und hatte damit einen Aktionsradius von 3350 Seemeilen bei einer Marschgeschwindigkeit von 18 Knoten. Das Schiff war ungepanzert und mit drei 3,7-cm- und zwei 2-cm-Fla-Geschützen bewaffnet. Die Bewaffnung wurde 1943/44 geändert, indem das 3,7-cm-Geschütz auf der Back durch ein 10,5-cm-Geschütz ersetzt wurde. Das Schiff war mit einem 18-t-MAN-Portal- und Dreh-Kran von 18 m Länge und einem Stell- und Arbeitsdeck achtern ausgestattet und konnte bis zu drei Wasserflugzeuge der Typen He 60, Do 18, He 114 oder Ar 196 aufnehmen. Die Besatzung bestand aus 66 Mann.

## Schicksal
Die Immelmann diente beim „Seenotdienstführer 3 (West)“ in Frankreich, bis sie im August 1944, nach der alliierten Invasion Frankreichs nach Spanien entkam und dort interniert wurde.
Nach Kriegsende wurde das Schiff im Dezember 1945 zunächst an Großbritannien ausgeliefert und dann im August 1946 im Rahmen der Reparationsvereinbarungen Frankreich zugesprochen. Es wurde unter dem Namen Commandant Robert Giraud (Kennung F755, später A755) von der französischen Marine in Dienst gestellt. Es war nunmehr, zusätzlich zu dem 10,5-cm-Geschütz, mit zwei 4,0-cm-Fla-Geschützen auf dem Hauptdeck beiderseits der Brücke, vier 2,0-cm-Flak in zwei Zwillingslafetten achtern und einem 7,9-cm-Mörser bewaffnet. Die Besatzung bestand aus 78 Mann.
Die Commandant Robert Giraud wurde zusammen mit ihrem Schwesterschiff Paul Goffeny, der ehemaligen deutschen Max Stinsky, im November 1948 nach Saigon entsandt, um im französischen Indochinakrieg als Landungs- und Kommandotrupptransporter an den Kämpfen im Mekongdelta und an der Annamesischen Küste teilzunehmen. Die Hauptaufgabe der beiden Schiffe war der Transport von amphibischen Kampfgruppen und deren Booten und (zeitweise) einem Wasserflugzeug (Supermarine Sea Otter oder Grumman G-21 Goose) sowie die artilleristische Unterstützung dieser Kampfgruppen.
Nach dem Ende des Indochinakrieges diente das Schiff, ab 1963 als Netzleger klassifiziert, als Stations- und hydrographisches Vermessungsschiff in Madagaskar, wo es insbesondere Vermessungsfahrten in der Straße von Mosambik zwischen Madagaskar und dem afrikanischen Kontinent durchführte.
Im November 1976 wurde die Commandant Robert Giraud aus der Liste der aktiven Kriegsschiffe gestrichen und in Lorient der Reserveflotte zugeteilt. Sie beendete ihre Laufbahn als Seeziel und wurde im Mai 1977 durch Flugzeuge einer Étendard-Staffel der Marineflieger versenkt.